# Andre Gray
Pour les articles homonymes, voir Gray.
Andre Anthony Gray, né le 26 juin 1991 à Wolverhampton, est un footballeur international jamaïcain qui évolue au poste d'attaquant.

## Biographie
Lors de la saison 2013-2014, il inscrit 30 buts en Conference (D5) avec le club de Luton Town. Ses bonnes performances avec Luton lui valent un transfert à Brentford, en Championship (D2). 
Le 21 août 2015, il rejoint Burnley.
En août 2017, Andre Gray s'engage pour une durée de cinq ans avec le Watford FC. Le transfert est estimé à 20,5 millions d'euros.
Au début du mois de septembre 2023, des rumeurs font état d'un contrat résilié entre Gray et le club grec de l'Aris Salonique, entraînant l'intérêt de plusieurs équipes de deuxième division anglaise et de différents championnats européens. Finalement, il s'engage libre au sein du club saoudien d'Al-Riyadh après une rupture à l'amiable avec l'Aris.

## Vie privée
En 2016, il rencontre le chanteuse Leigh-Anne Pinnock, membre du groupe britannique Little Mix et se fiancent en mai 2020. Le couple a accueilli des jumelles en août 2021 et s’est marié en juin 2023 lors d'une cérémonie privée en Jamaïque.

## Palmarès
- Champion d'Angleterre de D5 en 2014 avec Luton Town
- Champion d'Angleterre de D2 en 2016 avec Burnley
- Vice-champion d'Angleterre de D2 en 2021

### Distinctions personnelles
- Membre de l'équipe-type de D2 anglaise en 2016.
- Meilleur buteur de D2 anglaise en 2016 (25 buts).